# کلاوس گهرینگ
کلاوس گهرینگ (انگلیسی: Klaus Gehrig؛ زادهٔ ۱۹۴۸ (۷۶–۷۷ سال)) کارآفرین و مدیر ارشد اجرایی اهل آلمان است، که از سال ۲۰۰۴ تاکنون بعنوان مدیرعامل گروه شوارتس فعالیت می‌کند.